# Aqueduto da Cidadela do Cairo
O Aqueduto da Cidadela do Cairo (em árabe: سور مجرى العيون) é um sistema de aquedutos medievais no Cairo, capital do Egito. Foi concebido e construído pela primeira vez durante o período aiúbida (sob o governo de Saladino e dos seus sucessores), mas foi posteriormente reformulado por vários sultões mamelucos para expandir o fornecimento de água à Cidadela do Cairo. Embora já não funcione hoje, grande parte da estrutura do aqueduto, incluindo a sua torre de captação de água, a Fumm al-Khalig, ainda se mantém de pé.

## História

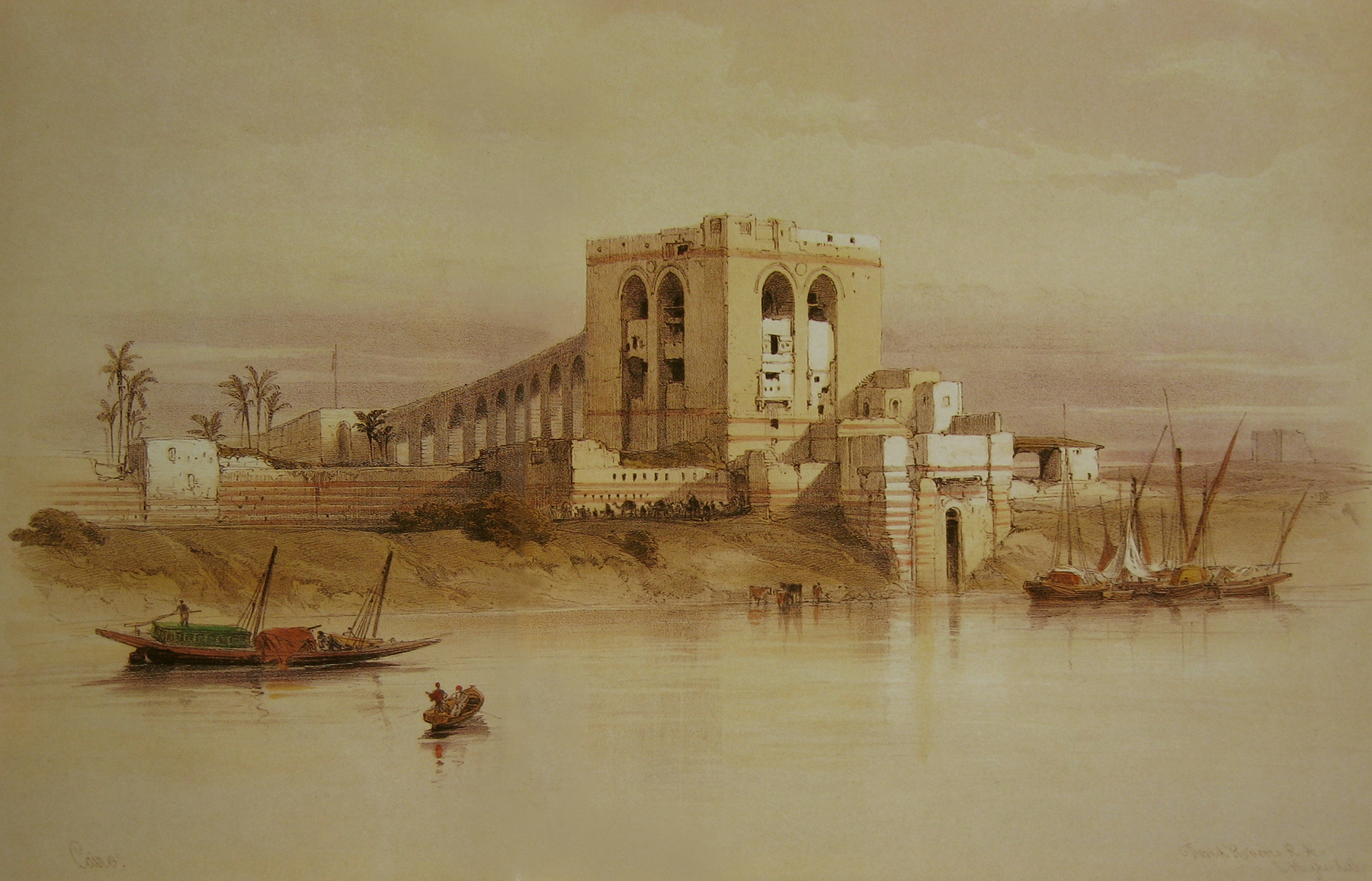
Ilustração de 1838: A torre de captação de água Fumm al-Khalig.

### O aqueduto aiúbida
A Cidadela do Cairo era um enorme complexo fortificado e residência real iniciada por Saladino em 1176 d.C. e provavelmente concluída por al-Kamil no início do século XIII. A Cidadela era a peça central de um novo e extenso sistema defensivo para o Cairo, que incluía a construção de um longo muro em torno do Cairo e da cidade mais antiga de Fustat, ligando-o à Cidadela. Saladino, ou um dos seus sucessores aiúbidas, desenvolveu também a ideia de trazer água do rio Nilo para a Cidadela, construindo um canal ao longo do topo desta muralha. O aqueduto começava na extremidade oeste da muralha, perto de Fustat (na margem do Nilo), onde a água era elevada por meio de uma série de rodas de água e corria daí até à Cidadela. Este projeto foi provavelmente executado ou concluído por al-Kamil (embora o percurso completo da muralha defensiva que Saladino tinha imaginado nunca tenha sido totalmente concluído). Este sistema de aquedutos foi construído em adição ao famoso Poço Espiral construído por Saladino (também conhecido como Bi’r Yusuf) dentro da Cidadela, que poderia fornecer água em tempos de cerco caso o aqueduto fosse cortado.

### O primeiro aqueduto mameluco, sob al-Nasir Muhammad

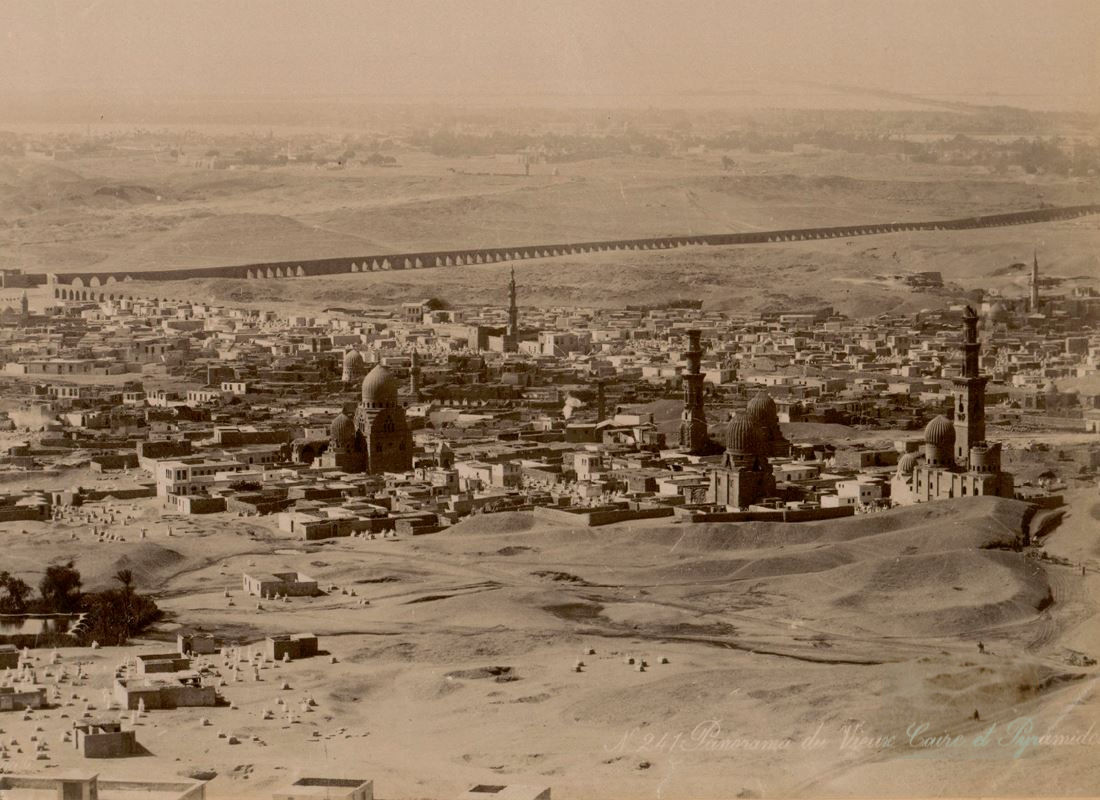
Vista do aqueduto (a linha escura, ao fundo) passando na Qarafa, o cemitério, no seu caminho para a Cidadela do Cairo, em 1890.

Durante o período mameluco, a Cidadela foi desenvolvida por sucessivos sultões, tornando-se um complexo ainda mais elaborado, com edifícios mais ambiciosos. Em particular, sob o comando do sultão al-Nasir Muhammad, no início do século XIV, a Cidadela foi ampliada e vários palácios e monumentos importantes foram construídos dentro e à sua volta. Em 1311 ou 1312, al-Nasir Muhammad ordenou a renovação e melhoramento do aqueduto da Cidadela. O seu antecessor e irmão, Sultan al-Ashraf Khalil, foi provavelmente o responsável por já ter construído a torre de captação de água, mas provavelmente foi morto antes de poder fazer mais. Al-Nasir concluiu o projeto.
A torre de entrada estava localizada na margem do rio Nilo, na área hoje conhecida como Fumm al-Khalig, a norte de Fustat (ou "Cairo Antigo" hoje) e mais a norte do que a muralha e o canal da era aiúbida. Foi aqui que o antigo Khalij (ou Khalig), um antigo canal que outrora unia o Nilo ao Mar Vermelho, se ramificou do rio. A torre de captação é hexagonal e apresentava quatro rodas de água (saaqiyyas) que elevavam a água até ao topo da torre, de onde fluía ao longo de um conjunto de canais ao longo do aqueduto. Ao longo do caminho, al-Nasir construiu outra torre com mais três rodas de água elevando a água a um nível ainda mais elevado, após o que continuou a correr ao longo de um aqueduto até chegar ao sopé da cidadela, altura em que foi novamente elevada por rodas de água noutra torre. Desta última torre, a água entrava na Cidadela e num reservatório conhecido por Bi'r al-Sa'b Sawaqi ("Poço das Sete Rodas de Água"), dentro do Recinto Sul da Cidadela (perto da zona do harém) e a sudoeste do famoso Poço Espiral de Salah ad-Din. Deste reservatório, a água era distribuída através de uma rede subterrânea para os restantes edifícios da Cidadela. O próprio aqueduto consistia num canal que corria ao longo do topo de grandes pilares e arcos de pedra, que corria por cerca de um quilómetro e meio em direção a leste antes de virar para nordeste, e após cerca de meio quilómetro o aqueduto junta-se ao antigo canal que foi construído ao longo do topo da muralha da cidade de Saladino. Este novo sistema aumentou a quantidade de água trazida para a Cidadela, permitindo a al-Nasir Muhammad realizar os seus principais projetos de construção na Cidadela, como a sua mesquita e o grande palácio conhecido como Qasr al-Ablaq ("Palácio Listrado").

### Restauração mameluca posterior, sob al-Ghuri
Em 1480, o sultão Qaytbay realizou grandes reparações no aqueduto. Mais significativamente, de 1506 a 1508, o sultão  al-Ghuri iniciou uma grande reforma do sistema de aquedutos. Expandiu ou reconstruiu a torre de captação de água, aumentando o número de rodas de água de 4 para 6, e colocou o seu emblema nas paredes da torre. As altas aberturas em arco nos lados ocidentais da torre, tal como se observam hoje, são onde se encontravam as rodas de água. No topo da torre existiam outras rodas que eram giradas por bois para alimentar as rodas de água que se encontravam por baixo. Al-Ghuri também reconstruiu muitos dos arcos do aqueduto, e a secção do aqueduto mais próxima do Nilo é-lhe atribuída.

### O aqueduto após o período mameluco
O aqueduto continuou a ser utilizado durante o período otomano, mas caiu em desuso durante a ocupação francesa do Egito por Napoleão entre 1798 e 1801, quando a torre de captação de água foi adaptada para ser utilizada pelos franceses como um forte. De acordo com a historiadora de arte Caroline Williams, o aqueduto e o canal Khalij continuaram a fornecer água ao Cairo até 1872. No século XX, partes do aqueduto foram perdidas ou destruídas devido ao mau estado e às construções modernas; particular, a secção final do aqueduto perto da Cidadela desapareceu.

## O aqueduto na atualidade

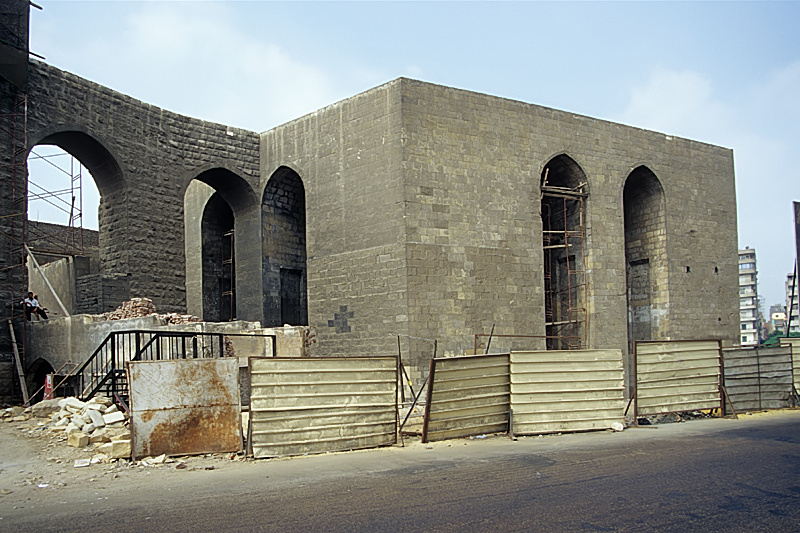
Torre de tomada de água Fumm el-Khalig, nas margens do Nilo.

Grande parte do curso do aqueduto, exceto a secção junto à Cidadela, ainda pode ser vista hoje, assim como a enorme torre hexagonal de captação de água das reformas de al-Ghuri. O monumento sofreu com o abandono e as invasões modernas, mas sofreu alguns restauros e reparações na década de 2000. 
Durante as obras de restauro de 2010, foram descobertas as 4ª, 5ª e 6ª rodas de água, equipadas com pás de barro para retirar água da origem. O comprimento da parte restante e que alimenta o aqueduto é de cerca de 3 km.
A partir de 2018, existem também planos para reconstruir e renovar a área em redor do aqueduto, de modo a destacá-lo como um monumento patrimonial. Atualmente, existem seis grandes lacunas no aqueduto devido à construção de estradas e linhas ferroviárias, e a secção que se aproxima da Cidadela desapareceu completamente.
O governo do Egito apresentou no início da década de 2020 um projeto para desenvolver o Aqueduto da Cidadela do Cairo e revitalizar esta construção histórica, visando realçar o seu esplendor cultural, bem como garantir a sua inclusão no mapa dos destinos arqueológicos e turísticos do Egito. O projeto faz parte de uma visão abrangente para restaurar o Cairo como uma cidade de património e artes, um centro de civilização e joias culturais, e um importante destino turístico local e global.